# Asceua piperata
Asceua piperata är en spindelart som beskrevs av Ono 2004. Asceua piperata ingår i släktet Asceua och familjen Zodariidae.
Artens utbredningsområde är Vietnam. Inga underarter finns listade i Catalogue of Life.